# Golamo Pesztene
Golamo Pesztene (bułg. Голямо Пещене) – wieś w Bułgarii, w obwodzie Wraca, w gminie Wraca. W 2024 roku liczyła 565 mieszkańców.